# Jan Stanisław Juriewicz Wołmiński
Jan Stanisław Juriewicz Wołmiński herbu Rawicz – chorąży upicki w latach 1624–1633.
Poseł na sejm 1628 roku.